# Zračni prostor
Zračni prostor je dio atmosfere iznad kopna i teritorijalnog mora koji kontrolira pojedina država. Podijeljen je u dva osnovna tipa:
- Kontrolirani zračni prostor u kojem se odvija promet zrakoplova kontroliran od strane kontrole leta.
- Nekontrolirani zračni prostor u kojem kontrola leta ne vrši kontrolu i nema utjecaj, ali može davati savjete.

Zračni prostor može biti unaprijed podijeljen u razne zone uključujući i one u kojima postoje ograničenja letenja ili potpune zabrane leta.
Prema odluci od 12. ožujka 1990. godine koju je donijela Organizacija međunarodnog civilnog zrakoplovstva (ICAO) zračni prostor podijeljen je na klase od A-G:
Klasa A je zračni prostor na velikim visinama (iznad 6000 m nadmorske visine). U nekim zemljama u taj prostor je uključena i zona oko velikih zračnih luka. U prostoru se leti isključivo po IFR pravilima, poštujuću naputke kontrole leta. Ograničenja brzine nema (osim zabrane probijanja zvučnog zida nad kopnom).
Klasa B uključuje zonu između 4000 i 6000 mu koji je također uključen zračni prostor oko prometnih zračnih luka. Ulaz u ovu zonu mora odobriti kontrola leta, zrakoplov mora imati ugrađen uređaj (transporder) koji automatski šalje podatke o visini i smjeru leta. U ovom području dozvoljeno je i VFR letenje. Svi zrakoplovi moraju poštovati upute kontrole leta.
Klasa C je zona oko zračnih luka na kojoj se odvija srednje gusti promet. Kontrola leta kontrolira zrakoplove koji lete po IFR pravilima (po potrebi i ona koja lete po VFR pravilima) te im daje i sigurnosne upute i zahtjeve. Za ulazak u ovu zonu nije potrebna dozvola kontrole leta nego samo najava ulaska.
Klasa D se odnosi uglavnom na zonu uzlijetanja i slijetanja zrakoplova i obuhvaća zonu od oko 10 km oko zračne luke. U ovoj je zoni dozvoljeno letenje po IFR a po VFR pravilima kada je dobra vidljivost. Svi zrakoplovi moraju poštovati naloge Kontrole leta.
Klasa E je zona u kojoj upute Kontrole leta moraju poštovati zrakoplovi koji lete po IFR pravilima.
Klasa F je nekontrolirani zračni prostor. U njemu se može letjeti po IFR pravilima ali to nije preporučljivo radi mogućih "bliskih susreta" sa zrakoplovima koji lete po VFR. U ovoj zoni nije neophodna komunikacija s Kontrolom leta.
Klasa G je također nekontrolirana zona u kojoj Kontrola leta ne daje nikakva uputstva niti preporuke.